# Суецький перешийок
30°29′30″ пн. ш. 32°42′30″ сх. д. / 30.49167° пн. ш. 32.70833° сх. д.

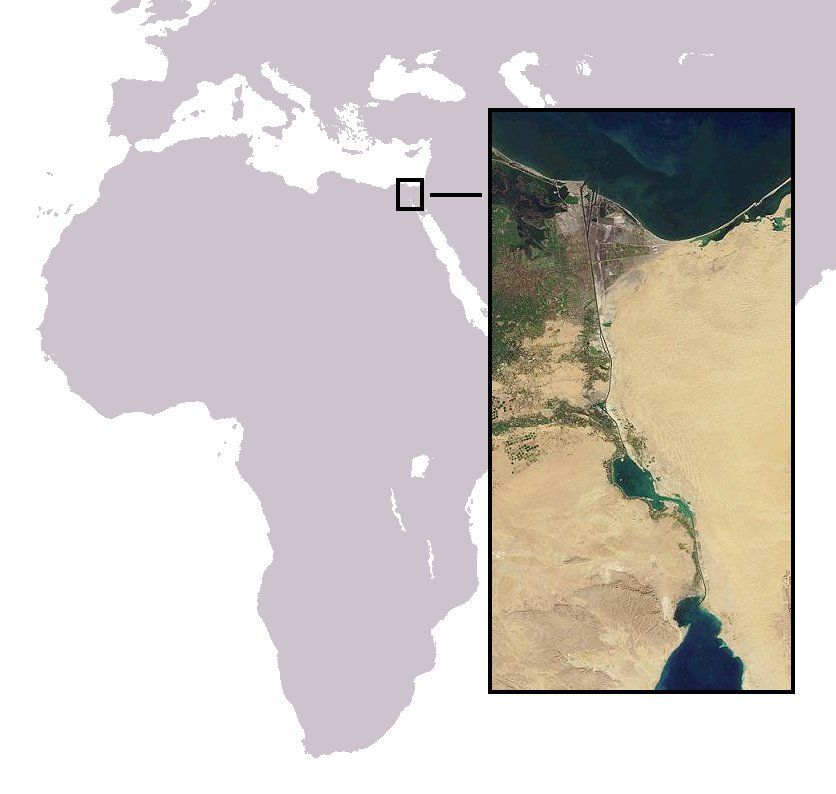
Суецький перешийок

Суецький перешийок сполучає Азію (Синайський півострів) і Африку. Відокремлює Червоне море на півдні від Середземного моря на півночі, мінімальна відстань між морями становить 116 км. Перешийок займають піщані і кам'янисті пустелі, майже позбавлені рослинності. Низини займають солончаки і солоні озера, найбільшим з яких є Велике Гірке озеро. Природних джерел прісної води немає. У 1869 році на перешийку було споруджено Суецький канал.